# Ophiomorus punctatissimus
Ophiomorus punctatissimus är en ödleart som beskrevs av  Gabriel Bibron och BORY DE ST. VINCENT 1833. Ophiomorus punctatissimus ingår i släktet Ophiomorus och familjen skinkar. IUCN kategoriserar arten globalt som livskraftig. Inga underarter finns listade i Catalogue of Life.